# Миронов, Александр Александрович
Александр Александрович Миронов (род. 17 сентября 1976, Москва, СССР) — российский скульптор и рисовальщик, педагог, доцент МГАХИ им. В. И. Сурикова. Заслуженный художник РФ (2025).
Член Московского союза художников (с 2002), член Союза художников России (с 2014), член ассоциации скульпторов Квебека (Канада, с 2011).

## Биография
Родился 17 сентября 1976 года в Москве. В 1996 году поступил в Московский академический художественный институт имени В. И. Сурикова (факультет скульптуры). Обучался в мастерской народного художника академика, профессора Переяславца, Михаила Владимировича, рисунку обучалсянародного художника России, академика, профессора Колупаева, Николая Владимировича.
2000 год — стажировка Государственная академия изящных искусств (Карлсруэ, Германия).
Окончил институт с красным дипломом в 2002 году. Дипломная работа «Откровение Иоанна» (мрамор).
В 2004 году окончил творческую аспирантуру по классу скульптуры Московского художественного института имени Василия Ивановича Сурикова. Дипломная работа памятник Алексею Саврасову.
С 2002 года начал педагогическую деятельность в должности ассистента профессора анатомии Б. Н. Кокуева.
С 2004 по 2013 год в должности старшего преподавателя кафедры рисунка, преподавал анатомический рисунок.
В 2011 году эмигрировал в Канаду, вернулся в 2015 году.
В 2015 году приглашён в качестве доцента преподавать в Московский академический художественный институт имени В. И. Сурикова рисунок в мастерскую народного художника скульптора А. И. Рукавишникова.
2018 год — председатель жюри VI Открытой межрегиональной бьеннале детского художественного творчества по лепке и скульптуре имени Ясакова город Ижевск
2024 год - награждён Золотой медалью академии художеств Российской Федерации.
2025 год - присвоено почётное звание Заслуженный художник Российской Федерации.

## Творчество
Работы Александра Миронова находятся в музейных коллекциях:
Государственного музея изобразительного искусства и скульптуры Кемаля Ататюрка (Турция, Анкара).
Государственного Музея Победы (Россия, Москва).
Государственного исторического музея (Россия, Москва).
Государственного музейно-выставочного центра «РОСИЗО» (Россия, Москва).

## Памятники
Является автором памятника Владимиру Высоцкому. Памятник был изготовлен для Латвии в 2014 году, но в связи с введёнными в этом году санкциями против России, установку памятника запретили по политическим мотивам. В 2016 году памятник Высоцкому внесли в каталог «Лики России».
2015 год — Памятник Василию Агапкину и Илье Шатрову в городе Тамбов. В 2015 году Российское военно-историческое общество выступило с инициативой установки скульптуры двум капельмейстерам, композиторам Илье Шатрову и Василию Агапкину в Тамбове. Был проведен конкурс, в котором победил творческий коллектив во главе с Мироновым.
Памятник представляет собой сложное композиционное решение, которое включает в себя фигуры композиторов и музыкальные атрибуты. Гранитная стела, на которой выгравированы строки из маршей «На сопках Маньчжурии» и «Прощание славянки», — символизирует фрагмент знамени. Эту музыку с начала XX века слышат солдаты, уходя на фронт.
Изображение памятника — символ ежегодного Фестиваля духовых оркестров имени Агапкина и Шатрова. Высота — 5,5 м.
2015 год — памятник ликвидаторам последствий землетрясения в городе Спитаке (Армения).
2016 год — ряд памятников в сквере Полководцев (Москва).
2016 год — Памятник тамбовской казначейше. «Тамбовская казначейша» стала самой одиозной скульптурой России в 2016 году, вызвав общественный резонанс в Тамбове и в социальных сетях. Это произошло из-за того, что скульптура не соответствовала представлениям горожан о героине поэмы Михаила Лермонтова «Тамбовская казначейша». Причиной возмущения стал художественный образ, который выбрал скульптор.
2016 год — памятник первому губернатору Красноярского края Александру Степанову в соавторстве с Андреем Ковальчуком.
2017 год — памятник Нобелевскому лауреату Николаю Басову в Национальном исследовательском ядерном университете «МИФИ» (Москва).

Памятник Валерию Халилову. 2018

2018 год — первый в России памятник Валерию Халилову — композитору, начальнику и художественному руководителю Ансамбля песни и пляски Российской армии имени А. В. Александрова, начальнику Военно-оркестровой службы Вооружённых Сил Российской Федерации— главному военному дирижёру.

Памятник стоит на аллее, которую в народе называют «Аллеей военных дирижёров». Личное знакомство с дирижёром помогло в работе над скульптурой. Скульптору удалось уловить движения и жесты. Примечательно, что застывший жест дирижёра означает «музыку». 
«Основной акцент я сделал на портрете и жестах. Валерий Михайлович в генеральском мундире стоит на гранитной колонне, насквозь пронизанной фанфарами, олицетворяющими музыку.» А. Миронов 
2018 год — памятник Нобелевскому лауреату Игорю Тамму. Ученый запечатлен во время вручения ему Нобелевской премии, в руке медаль и диплом лауреата с цитатой о вручении премии.
2018 год — бюст Илье Ильфу, и Евгению Петрову для культурно-исторического комплекса «Двор кириллицы» болгарского города Плиска.
В 2018 году вышла марка с изображением скульптуры Михаила Нестерова работы Александра Миронова.
2019 год — памятник единственному советскому лауреату Нобелевской премии по химии, основоположнику химической физики Семёнову, Николаю Николаевичу.
2020 год — Памятник создателям советского атомного проекта. Это три отдельно стоящие фигуры физиков Курчатова Игоря Васильевича, Зельдовича Якова Борисовича и Харитона Юлия Борисовича, объединённые в единую композицию хрустальным атомом. При создании памятника использовано редкое сочетание материалов бронзы и хрусталя. В 2021 году хрустальный атом заменён на антивандальный из никелированной бронзы.
2020 год — хрустальные сферы для музеев-заповедников Куликово поле, Прохоровское поле и музея Бородинская панорама.
2021 год — памятник Александру Невскому в Нижнем Новгороде.
2021 год — памятник Павлу Черенкову, советскому физику, лауреату Нобелевской премии по физике.
2022 год — бюст Анатолию Сафронову, деятелю советской газовой промышленности, герою труда.
2022 год — бюсты Григорию Зорину и Александру Назарову, ⁣ участникам Великой Отечественной войны, героям Советского союза в селе Таштып (Хакасия).
2022 год — памятник Илье Франку, советскому физику, лауреату Нобелевской премии по физике.
Является автором памятной медали, посвящённой столетию со дня рождения Михаила Шолохова.
2023 год - памятник Нобелевскому лауреату по физике В.Л.Гинзбургу (МИФИ)
Мемориал "Ангелы". Холмецкий хутор, Брасовский район, Брянской области.
2024 год - памятник Б.Л.Ванникову. Один из организаторов советской атомной программы. (МИФИ).

Работы Александра Миронова находятся в частных коллекциях России, Германии, Франции и Канады.

## Выставки
| - Групповая выставка в Государственной Академии художественных искусств Штутгарт, (Германия) — 1999 год - Выставка «70 лет МОСХ», Москва (Россия) — 2003 год - Выставка в Российской академии художеств, Москва (Россия) — 2003 год - Всероссийская художественная выставка «Россия X», Москва (Россия) — 2004 год - Участие в I-Всероссийском конкурсе им. П.М Третьякова, Москва (Россия). Постоянная экспозиция — 2004 год - Всероссийская выставка «60 лет Победы», Москва (Россия) — 2005 год. - Участие во II-ом Всероссийском конкурсе им. П.М Третьякова, Москва (Россия) Постоянная экспозиция — 2005 год. - Всероссийская выставка «Скульптура-2006», Липецк (Россия) — 2006 год. - Персональная выставка «Регби и не только» Париж (Франция) — 2007 год. - Персональная выставка скульптурных работ в Центре международной торговли, Москва (Россия) — 2007 год. - Выставка посвященная 70-летию Владимира Высоцкого в Доме Национальностей, Москва (Россия) — 2008 год. - Выставка «75-летие МОСХ» в Центральном Доме Художника, Москва (Россия) — 2008 год. - Постоянная экспозиция «От Штудии до арт-объекта» в Музее современного искусства, Москва (Россия) — 2009 год. | - Международная выставка скульптуры в галерее «Музей бронзы», Монреаль (Канада) — 2010 год. - Выставка резидентов международного центра художников Cite Internationale des Arts, Париж и Москва (Франция-Россия) — 2010 год. - Всероссийская выставка скульптуры, Саранск (Россия) — 2010 год. - Персональная выставка FACE in FACE в галерее «Музей бронзы», Монреаль (Канада) — 2011 год. - Юбилейная выставка «80 лет Московскому Союзу Художников», Москва (Россия) — 2012 год. - Персональная выставка «Процесс» в галерее «Открытый клуб», Москва (Россия) — 2012 год. - Всероссийская выставка «Единение», Нижний Новгород (Россия) — 2012 год. - Всероссийская выставка «Православная Русь», Москва (Россия) — 2012 год. - Выставка «Спорт», посвященная XX Олимпийским играм, Сочи (Россия) — 2014 год. - Всероссийская выставка «Россия-X» в Центральном доме художника, Москва (Россия) — 2014 год. - Всероссийская выставка «Лики России», Архангельск (Россия) — 2016 год. - Персональная выставка «Скульптура и Графика» в Союзе художников России, Москва — 2017 год. - Выставка «Россия» в Центральном доме художника, Москва (Россия) — 2018 год. - Выставка «90 лет МСХ» в Новой Третьяковке, Москва (Россия) — 2022 год. |

## Упоминания в СМИ
Репортаж телеканала Культура:
https://tvkultura.ru/video/show/episode_id/2128987/video_id/2143696/brand_id/19725/